# Myotragus palomboi
Myotragus palomboi – wymarły endemiczny gatunek parzystokopytnych ssaków z podrodziny wołowatych (Bovidae) zasiedlający we wczesnym pliocenie Majorkę.

## Historia odkrycia
Pierwsze pojedyncze kopalne ślady istnienia Myotragus odkryła w marcu 1909 roku brytyjska paleontolożka Dorothy Bate, a we wrześniu tego samego roku opublikowała na łamach „Geological Magazine” pracę Preliminary Note on a New Artiodactyle from Majorca, Myotragus balearicus, gen. et sp. nov.. Kopalne ślady Myotragus palomboi odkryli i jako pierwsi opisali w 2010 roku na łamach „Geological Magazine” Pere Bover, Josep Quintana i Josep Antoni Alcover. Odkryte kości śródstopia, czaszki i kilka zębów należących do M. palomboi zostały znalezione wraz z kośćmi Hypolagus i dwóch gryzoni w warstwach krasowych w Caló den Rafelino (rejon Manacor), na zachodnim wybrzeżu Majorki. 

## Systematyka
M. palomboi jest najstarszym ze znanych gatunków Myotragus. Prawdopodobnie wyewoluował z kontynentalnych przodków rodzaju, którzy zasiedlili Baleary około 5,7–5,35 milionów lat temu, podczas kryzysu messyńskiego. M. palomboi
jest prawdopodobnie blisko spokrewniony późnomioceńskimi europejskimi gatunkami Aragoral mudejar i Norbertia hellenica. 